# Saint-Sylvain, Calvados
Saint-Sylvain är en kommun i departementet Calvados i regionen Normandie i norra Frankrike. Kommunen ligger i kantonen Bretteville-sur-Laize som ligger i arrondissementet Caen. År 2022 hade Saint-Sylvain 1 454 invånare.

## Befolkningsutveckling
Antalet invånare i kommunen Saint-Sylvain
Referens:INSEE